# Liste jüdischer Gebete und Segnungen (Schacharit)
Die Liste jüdischer Gebete und Segnungen im Schacharit zeigt Gebete und Segnungen im vorbereitenden Abschnitt, im Abschnitt mit den Hymnen, den Kern- und Hauptgebeten und den abschließenden Abschnitt.

## Abschnitte
Vorbereitung
| Birkot ha-Schachar                  | hebräisch " בִּרְכוֹת הַשַּׁחַר "; dt. Segnungen zur Morgendämmerung | Eine Reihe von Segenssprüchen, die am Anfang von Schacharit vorgetragen werden. Die Segenssprüche stellen Danksagungen an Gott dar, für die Erneuerung eines Tages. |
| Akedah                              | " עֲקֵדַת יִצְחָק - הָעֲקֵידָה "; dt. „Fesselung Isaaks“              | |
| Korbanot / Abschnitt über die Opfer | " קרבנות "                                                  | |

Psuke desimra/Psalmen im Morgengebet
| „Mismor Schir […]“          | " מִזְמוֹר - שִׁיר חֲנֻכַּת הַבַּיִת לְדָוִד "; dt. Psalm – Gesang, der dem Hause David gewidmet ist       | Psalm 30, vorgetragen zu Beginn der Psuke desimra.                    |
| „Baruch schä-Amar […]“      | " בָּרוּךְ שֶׁאָמַר והיה העולם "; dt. „Gesegnet, derjenige, der gesprochen und es ward die Welt“   | Der erste eröffnende Segensspruch der Psuke desimra                   |
| „Hodu […]“                  | " הוֹדוּ לה' קָרְאוּ בִּשְּׂמוֹ "; dt. „Danket Gott, verkündet seinen Namen “                         | Dankgebet.                                                            |
| Mismor le-Toda              | " מִזְמוֹר לְתוֹדָה "; dt. „Psalm zum Dankbekenntnis“                                            | Psalm 100                                                             |
| „Jehi kewod […]“            | " יְהִי כְבוֹד ה' לעולם "; dt. „Ewig bleibt die Herrlichkeit Gottes“                           | Eine Serie von Versen, vorgetragen während der Psuke desimra          |
| „Baruch Adonai Le'Olam […]“ | " בִּרְכַּת בָּרוּךְ ה' לְעולָם "; dt. „gesegnet sei gott für immer….“                                | Vorgetragen als Segensspruch, nachdem das Hallel abgeschlossen wurde. |
| „wa-jewarech David […]“     | " וַיְבָרֶךְ דָּוִיד את ה' לעֵינִי כל הקָהָל "; dt. „Es segnete David Gott vor den Augen der Gemeinde“ | Von 1. Buch der Chronik, Kapitel 29, Verse 10–13                      |
| „Atah Hu Adonai le-wadecha“ | "אַתָּה-הוּא ה' לְבַדֶּךָ "; dt. „du Gott, du bists allein….“                                       | vom Buch Nehemiah, Kapitel 9, Verse 6–11                              |
| „As Jaschir […]“            | " אָז יָשִׁיר מֹשֶׁה ובני ישראל "; dt. „damals sang moses….“                                      | vom Buch Exodus 15:1-18                                               |
| „Jischtabach […]“           | " יִשְׁתַּבַּח שִׁמְךָ לָעַד מַלְכֵּנוּ "; dt. „Gepriesen werden Dein Name für immer….“                      | Abschließender Segensspruch von Psuke desimra                         |

Kerngebete
| „Barechu […]“       | " בָּרְכוּ אֶת ה' הַמְּבֹרָךְ "; dt. „Segnet Gott, den zu Segnenden“                     | |
| „Ahawa rabba […]“   | " תְּפִילַת אַהֲבָה רָבָה / בִּרְכַּת אַהֲבָה רָבָה "; dt. „Mit Liebesfülle hast Du uns geliebt“ | „Ahawa rabba“ ist ein Gebet, das im jüdischen Gottesdienst während des Schacharit kurz vor dem Schma Jisrael gesprochen wird. |
| „Schma Jisrael […]“ | " שְׁמַע יִשְׂרָאֵל "; dt. „Höre Israel“                                              | Ein zentrales Kernstück des jüdischen Gebets, das den Glauben an einen Gott und das Vertrauen in einen Gott ausdrückt. Es besteht aus drei Tora-Abschnitten. |
| „Emet we-Jaziw […]“ | " אֱמֶת וְיָצִיב "; dt. „wahr und aufrecht“                                        | |
| Sch'mone Esre       | " שמנה עשרה "; dt. Achtzehn                                                   | Das „im Stehen [gesprochene Gebet]“ („stehend“ von hebräisch Amida), auch bekannt als Schmone Esreh („Achtzehnbittengebet“), ist wesentlicher Bestandteil des jüdischen Gottesdienstes. Es wird dreimal am Tag (viermal am Ruhe- und Feiertag, und fünfmal am Versöhnungstag) aufgesagt. |
| „Keduscha […]“      | " תְּפִילַת קְדוּשָּׁה "; dt. „Heiligung“                                              | |

Abschluss
| „Tachanun […]“            | " תַּחֲנוּן "; dt. „Gesuch“                                         | |
| „Toravorlesung […]“       | " קְרִיאַת הַתּוֹרָה "                                                 | |
| „Aschrej […]“             | " אַשְׁרֵי יוֹשְׁבֵי בֵיתֶךָ "; dt. „das Glück in deinem Hauses zu wohnen“ | Es wird dreimal täglich gebetet. |
| „Psalm 20“                | " לַמְנַצֵּחַ מִזְמוֹר לְדָוִד "; dt. „Gesang an David“                     | Es ist der 20. Psalm des Buch der Psalmen. |
| „U-wa le-Zion […]“        | " ובא לציון "; dt. „und [es soll ein Erlöser] nach Zion kommen“ | „und [es soll ein Erlöser] nach Zion kommen“ bildet die Einleitung. Das Gebet wird auch während Mincha auf Schabbat und Jom Tow sowie während Ne'ila an Jom Kippur vorgetragen.                |
| „Alejnu leschabe'ach […]“ | " עָלֵינוּ לְשַׁבֵּחַ לַאֲדוֹן הַכֹּל "; dt. „[es ist] an uns [Gott] zu loben“ | Der Aleinu lobt Gott dafür, dass das jüdische Volk ihm dienen darf und drückt dadurch seine Hoffnung aus, dass die ganze Welt ihn anerkennen und die Verehrung anderer Götter aufgegeben wird. |
| „Schir schael Jom […]“    | " שִׁיר שֶׁל יוֹם "; dt. „Gesang des Tages“                          | |
| „Kaddisch […]“            | " קָדִישׁ "; dt. „Heiligung“                                       | Ein aramäisches Gebet zur Glorifizierung und Heiligung des Gottesnamens. |
| „En kelohenu[…]“          | " אֱין כֱּאלֹהֱינוּ "; dt. „Niemand ist wie unser Gott“               | Ein lyrisches Gebet, das die Einzigartigkeit des Gottes lobt. Es wird am Ende des Gottesdienstes am Schabbat und an Feiertagen vorgetragen.                                                    |